# Красный (Молдаванское сельское поселение)
Кра́сный — хутор в Крымском районе Краснодарского края.
Входит в состав Молдаванского сельского поселения.

## Население
| 1999 | 2002 | 2010 |
| ---- | ---- | ---- |
| 82   | →82  | ↗123 |

## Улицы
На хуторе имеются две улицы: Верхняя и Речная.